# Boroscope

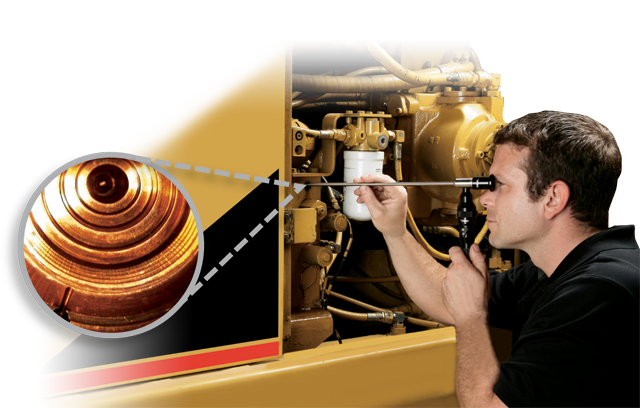
Personne utilisant un boroscope.

Le boroscope est un appareil permettant de voir dans des endroits extrêmement petits et difficiles d'accès. Un boroscope est constitué d'un tube rigide ou flexible abritant les relais optiques depuis l'extrémité distale jusqu'à l'oculaire de visualisation.
Alors que dans le milieu médical, on parle d'endoscope, l'équipement équivalent dans le monde industriel est nommé le boroscope.
Les inspections boroscopiques sont en particulier utilisées dans la maintenance des réacteurs d'avion et d'hélicoptère,.
Il existe différente forme de boroscope, :
- Tube rigide (droit ou en J),
- Tube pliable,
- Tube flexible.